# Atmosfera
 Ovo je glavno značenje pojma Atmosfera. Za druga značenja pogledajte Atmosfera (razdvojba).
Atmosfera (grč. ἀτμός: dah, para + sfera) je plinoviti omotač oko Zemlje ili nekog drugog nebeskog tijela. Većina planeta ima neki oblik atmosfere, a rjeđe plinoviti omotač mogu imati i neki mjeseci poput Titana koji kruži oko Saturna. Atmosfera nije statički sustav oko nebeskih tijela, već se mijenja u vremenu (promatrano na skali geoloških razdoblja poput eona i era). Na primjer, atmosfera Zemlje u njezinih prvih 500 milijuna godina značajno se razlikovala od današnje, kada su prevladavali otrovnih sumporni i dušikovi spojevi. Također, smatra se da je Mars u prvih nekoliko stotina milijuna godina svoje geološke povijesti imao znatno gušću atmosferu nego li je to danas slučaj, no zbog male mase planeta, djelovanja Sunčeva vjetra i hladnoće veći dio je odnešen u međuplanetarni prostor ili je zamrznut. Atmosfera Sunca i ostalih zvijezda sastoji se od plinovite mase iznad fotosfere. Atmosferu imaju i svi planeti Sunčeva sustava, osim Merkura, na kojem plinovi postoje samo u neznatnim količinama.

## Zemljina atmosfera
Pod Zemljinoj atmosferom se razumijeva zrak (smjesa plinova koja okružuje Zemlju i sudjeluje u njezinoj vrtnji). Osnovni su sastojci zraka: dušik (78,08%), kisik (20,95%), argon (0,93%), te u promjenjivim količinama vodena para (0 do 4%) i ugljikov dioksid (0,03%), a u neznatnim količinama vodik, helij, ozon, metan, amonijak, ugljikov monoksid, kripton i ksenon. Količina vodene pare u atmosferi promjenjiva je, ovisno o temperaturi, a udio se smanjuje i s visinom. U najnižim slojevima atmosfere ima sitnih čestica anorganskoga (sol, prašina, pepeo) i organskog podrijetla (pelud i mikrobi), te olovnih, dušikovih i sumpornih spojeva i čađe, što je posljedica emisije industrije i prometa. Pojedini oksidi dušika i sumpora veliki su zagađivači, osobito zbog djelovanja kiselih kiša i utječu na čovjekovo zdravlje. Posebnu važnost ima ugljikov dioksid, zbog uloge u zagrijavanju atmosfere (staklenički učinak). Količina ugljikovog dioksida posljednjih stotinu godina neprekidno se povećava zbog izgaranja fosilnih goriva. U posljednjih desetak godina porasla je za više od 10%.

### Različita područja u atmosferi
Sastav zraka u bitnome se ne mijenja do visine od oko 90 km. Taj se sloj naziva homosfera, a iznad te visine dolazi heterosfera. Zbog slabijeg utjecaja Zemljine gravitacije u njoj prevladavaju lakši plinovi, kao vodik i helij. U najdonjim slojevima atmosfere, u vrlo malim koncentracijama, prisutan je ozon. Na visinama većima od 10 km, a posebno u sloju između 20 i 50 km (ozonosfera), ozon nastaje fotodisocijacijom molekularnoga kisika djelovanjem Sunčeva zračenja. Najviše koncentracije ozona nalaze se između 20 i 30 km visine i mogu dosegnuti vrijednosti čak od 10 dijelova na milijun (ppm; 10 000 ppm = 1%). Zbog unošenja antropogenih plinova (klorofluorovodika i drugih), ozonski se sloj povremeno može znatno smanjiti i time znatno povećati ultraljubičasto zračenje na površini Zemlje (ozonske rupe). U najdonjih 10 km atmosfere ozon nastaje kao nusprodukt fotokemijskih procesa vezanih uz onečišćenje zraka i važan je sastojak fotokemijskoga smoga, koji štetno djeluje na zdravlje ljudi, životinja i bilja te na materijalna dobra.

#### Troposfera
Ovisno o promjeni temperature zraka, atmosfera se može podijeliti na više slojeva. U najnižem sloju, troposferi, temperatura zraka opada u prosjeku 6,5 °C na 1 km. Pojavljuju se oblaci, padaju oborine, pušu vjetrovi i zbivaju se sve promjene koje čine vrijeme. Pri tlu prosječna temperatura zraka na Zemlji iznosi 15 °C, a kada ne bi bilo atmosfere, temperatura bi bila niža za 33 °C. Troposfera u tropskim predjelima doseže u prosjeku visinu od kojih 16 km i na vrhu ima temperaturu od oko –80 °C, u umjerenim i polarnim predjelima ima visinu između 7 i 11 km te na gornjoj granici temperaturu od oko –40 do –60 °C.

#### Stratosfera
Iznad troposfere nalazi se 1 do 2 km debeo prijelazni sloj, tropopauza, gdje se temperatura zraka gotovo ne mijenja, a zatim na visinama sve do 50 km stratosfera, u kojoj temperatura u prosjeku najprije lagano, a potom naglije raste te na svojem vrhu doseže vrijednosti kao pri tlu. U najvišim dijelovima troposfere te u donjim dijelovima stratosfere vjetrovi mogu dosegnuti brzine i do 400 km/h (mlazna struja). Na visinama između 20 i 30 km katkad se pojavljuju sedefasti oblaci, sastavljeni od čestica leda. 

#### Mezosfera
Atmosferski sloj između 50 i 80 km naziva se mezosfera. U njemu temperatura zraka opada s visinom da bi na vrhu sloja dosegnula vrijednosti od –85 do –90 °C. Na visinama između 75 i 90 km mogu se u sjevernim zemljopisnim širinama rijetko vidjeti i svjetleći noćni oblaci (srebrnasti oblaci) sastavljeni vjerojatno od leda istaložena na meteornoj prašini.

#### Termosfera
Iznad 80 km pa sve do 500 km proteže se termosfera, u kojoj temperatura ponovno raste s visinom. Sloj između 60 i 400 km naziva se i ionosfera, zato što postoji više ioniziranih slojeva zraka nastalih djelovanjem ultraljubičastog zračenja, rendgenskih zraka, te naglih struja elektrona sa Sunca (Sunčev vjetar). U sloju između 60 i 90 km postoji tzv. D-sloj, između 90 i 150 km E-sloj (sloj Heaviside-Kennely) te na visinama između 150 i 400 km F-sloj (Appletonov sloj). Ti slojevi provode električnu struju i reflektiraju radio valove sa Zemlje. Prije pojave umjetnih telekomunikacijskih satelita, to je bio jedini mogući način bežičnog prijenosa radio valova na velike udaljenosti. Svjetlo meteora počinje se vidjeti već na visinama od 170 km, dok se polarna svjetlost pojavljuje na visinama između 70 i 1000 km.

#### Egzosfera
Iznad ionosfere, sve do udaljenosti od nekih 9 600 km, proteže se egzosfera; unutar nje na visinama iznad 500 km započinje magnetosfera, u kojoj struje naelektrizirane čestice zraka pod djelovanjem Zemljina magnetskoga polja, a ionizacija je toliko jaka da čestice čine plazmu (smjesa nabijenih iona i negativnih elektrona). Posebno je visoka koncentracija nabijenih čestica u sloju između 3000 i 15 000 km (Van Allenovi pojasi zračenja). Granica magnetosfere različito je udaljena od Zemlje, ovisno o položaju prema Suncu: drži se da se ta granica (magnetopauza) nalazi približno 60 000 km prema Suncu, a daleko više na suprotnoj strani, što pak ovisi o aktivnosti Sunca. Izvan toga prostora jakost magnetskog polja jednaka je jakosti magnetskog polja u interplanetarnom prostoru pa se drži da tu prestaje utjecaj Zemlje i počinje međuplanetarni prostor.

### Fizikalna svojstva
Gustoća zraka brzo opada s visinom: prosječna je vrijednost pri tlu 1.295 kg/m³, na 1 km visine 1.112 kg/m³, a na 5 km visine gustoća zraka pada već na 0.736 kg/m³. S tim je u svezi i promjena tlaka zraka ovisno o visini: u prosjeku je pri tlu tlak zraka 101.3 kPa, na 1 km visine oko 90 kPa, na 5.5 km visine 50 kPa. Na oko 16 km visine tlak zraka iznosi 1/100 tlaka pri tlu, a na visini nešto ispod 50 km 1/1000 tlaka zraka pri tlu, dok je gustoća zraka samo 0.001 kg/m³. Na visinama od nekoliko stotina km zrak je toliko rijedak da pojedine molekule prijeđu put i od više stotina metara, pa i kilometara, prije negoli se sudare s drugom česticom, pa se zato, s obzirom na gustoću zraka, već i na tim visinama može govoriti o zrakopraznom prostoru; zbog toga se gornja granica atmosfere ne može precizno odrediti.
Na gornjoj granici atmosfere ozračenje (iradijancija) je 1365 do 1373 W/m² (Sunčeva konstanta). Od ukupne Sunčeve energije u godišnjem se prosjeku 30% raspršuje i reflektira natrag u svemir (od toga 20% od oblaka, 4% od Zemljine površine i 6% od zračnih slojeva), dok se 19% energije apsorbira u oblacima i atmosferi. Ostatak od 51% apsorbira Zemljina površina. Od te količine velik se dio (23%) troši za isparivanje vodenih površina, oko 7% gubi se vođenjem topline i konvektivnim strujama zraka, a ostatak od 21% izračuje se, kao toplinsko zračenje, prema atmosferi. Većinu te energije apsorbiraju vodena para u atmosferi, oblaci i staklenički plinovi, ali se i od te količine najveći dio protuzračenjem vraća prema Zemlji, pa se na taj način u godišnjem prosjeku održava srednja temperatura zraka, uzimajući pritom Zemlju i atmosferu u cjelini gotovo stalnom, odnosno tako se održava toplinska ravnoteža cijeloga sustava Zemlja – atmosfera.
Mjerenja stanja atmosfere pri tlu provode se u meteorološkim postajama, na visinama do 40 km radiosondama, zrakoplovima i balonima, dok se rakete, koje nose meteorološke instrumente i preko radija javljaju podatke na Zemlju, upotrebljavaju za istraživanja atmosfere do visine od oko 800 km. U novije doba mjerenja stanja atmosfere u cijelome sloju od tla do kakvih 900 km provode se meteorološkim satelitima i satelitima za praćenje stanja čovjekova okoliša.

### Onečišćavanje zraka
Svaki otklon sastava atmosfere od prirodnih uvjeta zbog prisutnosti drugih plinova, para ili lebdećih čestica u koncentracijama koje ne uzrokuju izravnu štetu za ljude, faunu ili floru zovemo onečišćenjem atmosfere. Ako se ljudskom djelatnošću dostigne ili prekorači granica tolerancije, tako da se prisutnošću stranih tvari u atmosferi ugrožava biosfera ili ljudsko zdravlje, govori se o zagađivanju (zagađenju) atmosfere. Ljudskom djelatnošću u atmosferu dospijevaju različite tvari, među kojima su najvažnije sumporni i dušični spojevi, organski spojevi, halogenidi, ugljikov monoksid, čestične i radioaktivne tvari. Dio tih tvari ne stiže u atmosferu primarnom emisijom, nego nastaje u zagađenoj atmosferi kao posljedica kemijskih ili fotokemijskih reakcija (npr. ozon u nižim slojevima troposfere). Emisija ili nastajanje takvih tvari u atmosferi uzrokuje oštećenja na biljkama i materijalima, štetno djeluje na ljudsko zdravlje i mijenja prirodna svojstva atmosfere. Atmosfera apsorbira glavninu zračenja iz svemira i tako zaštićuje organizme na Zemlji od njegova štetna djelovanja. Također apsorbira glavninu Sunčeva elektromagnetskoga zračenja, propuštajući samo zračenje u području valnih duljina od 300 do 2500 nm (blisko ultraljubičasto, vidljivo i blisko infracrveno zračenje). Apsorpcijom elektromagnetskoga zračenja valnih duljina manjih od 300 nm onemogućuje se štetno djelovanje ultraljubičastog zračenja na žive organizme.